# Berrin Sulari
Berrin Sulari (* 1974 in Çayırlı, Provinz Erzincan) ist eine türkisch-alevitische Sängerin.
Ihr Großvater ist der alevitische Aşık (Volksliedsänger) Davut Suları, ihre Tante ist die alevitische Sängerin Edibe Sulari. Berrin Sulari wuchs in Çayırlı, einem Dorf in der Provinz Erzincan auf.
Als Jugendliche nahm sie bei der Rundfunkgesellschaft TRT an einem Wettbewerb für Sänger teil und erreichte dabei den 7. Platz. In Izmir nahm sie am Saz-Unterricht bei einem alevitischen Verein teil. Am 23. Mai 1992 nahm sie in Izmir beim Pir-Sultan-Abdal-Verein wieder an einem Wettbewerb für Gesang teil und belegte den dritten Platz.
Im Jahr 1992 trat sie mit Musa Eroğlu, Yavuz Top und Arif Sağ in Konzerten auf. Dabei bekam sie vier Angebote für Europa-Konzerte, die sie aber nicht annahm. Im Jahr 1993 kam ihre Tante Edibe Sulari am 2. Juli beim Brandanschlag von Sivas ums Leben. Edibe Sulari starb mit 32 weiteren alevitischen Künstler wie Muhlis Akarsu, Nesimi Çimen und Hasret Gültekin. Danach ging Berrin Sulari zusammen mit Arif Sağ nach London und trat im Hackney Empire-Theater auf. 1996 veröffentlichte sie ihr erstes Album Göznurum, das sie ihrer Tante widmete.
Berrin Sulari trat in Fernseh-Shows auf; sie nimmt an Festivals teil, um die Tradition der Sulari-Familie weiterzuführen.
2006 wurde ihr zweites Album Nerdesin veröffentlicht.

## Alben
- 1996: Göznurum
- 2006: Nerdesin

## Lieder
- Göznurum
- Ali Ile Muhammedin Askina
- Kabe Neresidir
- Asi Güzel
- Hayat Veriyorsun
- Biz Anayiz
- Salin Gel Yanima
- Hü Deyip Kapidan Girdim (Duaz-i Imam)
- Kahnut Yaylasi
- Imam Hüseyin
- Menekse Dedimde
- Erzincanin Güzelleri
- Nerdesin
- Kirpiğin Kaşına Değdiği Zaman
- Yaz Ayları Geldi Geçti
- Yarim yok
- Çeşmi Siyahım
- Bugun Nazlı Pire Gidem
- Yar Senin Derdinden Derbeder Oldum
- Gam Gasabet

| Personendaten    | Personendaten                 |
| ---------------- | ----------------------------- |
| NAME             | Sulari, Berrin                |
| KURZBESCHREIBUNG | türkisch-alevitische Sängerin |
| GEBURTSDATUM     | 1974                          |
| GEBURTSORT       | Çayırlı, Provinz Erzincan     |